# Dołżany (rejon miadzelski)
Dołżany (biał. Даўжані; ros. Довжани) – wieś na Białorusi, w obwodzie mińskim, w rejonie miadzielskim, w sielsowiecie Swatki.
Dawnej używane nazwy – Dowżany lub Doużanie.

## Historia
W czasach zaborów wieś w granicach Imperium Rosyjskiego.
W dwudziestoleciu międzywojennym wieś leżała w Polsce, w województwie wileńskim, w powiecie duniłowickim (od 1926 postawskim), w gminie Miadzioł.
Według Powszechnego Spisu Ludności z 1921 roku zamieszkiwało tu 177 osób, 3 było wyznania rzymskokatolickiego, a 174 prawosławnego. Jednocześnie 1 mieszkaniec zadeklarował polską przynależność narodową, 174 białoruską, a 2 litweską. Było tu 35 budynków mieszkalnych. W 1931 w 38 domach zamieszkiwały 203 osoby.
Wierni należeli do parafii rzymskokatolickiej w Miadziole i prawosławnej w Swatkach. Miejscowość podlegała pod Sąd Grodzki w Miadziole i Okręgowy w Wilnie; właściwy urząd pocztowy mieścił się w Miadziole.
W 1938 roku miejscowość należała do gromady Swatki gminy Miadzioł.
Po agresji ZSRR na Polskę w 1939 roku wieś znalazła się w granicach BSRR. W latach 1941–1944 była pod okupacją niemiecką. Następnie leżała w BSRR. Od 1991 roku w Republice Białorusi.